# Aponogeton fugax
Aponogeton fugax là một loài thực vật có hoa trong họ Aponogetonaceae. Loài này được J.C.Manning & Goldblatt mô tả khoa học đầu tiên năm 2008.